# Formiguer zebrat oriental
El formiguer zebrat oriental (Willisornis vidua) és una espècie d'ocell de la família dels tamnofílids (Thamnophilidae).

## Hàbitat i distribució
Habita el sotabosc de la selva pluvial al sud i sud-est de l'Amazònia del Brasil.

## Taxonomia
De vegades la població occidental és considerada una espècie diferent:
- Willisornis nigrigula (Snethlage, E, 1914)	- formiguer zebrat gorjanegre.[3]